# Jim Mooney (Toningenieur)
James L. „Jim“ Mooney (* 30. März 1934 in Kansas City (Missouri); † 4. Mai 2015) war ein US-amerikanischer Jazztrompeter und Toningenieur. 

## Leben
Mooney kam 1939 mit seiner Familie nach Los Angeles. Nach Ableistung des Militärdienstes bei der US Air Force, wo er Trompeter in einer Band war,  arbeitete er für die Telephone Company und spielte daneben in verschiedenen Jazzclubs im Raum Los Angeles. 1970 erwarb er in Hollywood ein Tonstudio, das zunächst Sage & Sand hieß und schließlich in Sage & Sound umbenannt wurde. In den folgenden dreißig Jahren nahm er dort zahlreiche Jazzmusiker  auf wie Toshiko Akiyoshi, Chet Baker, Gary Bartz, Anthony Braxton (Eight (+3) Tristano Compositions 1989: For Warne Marsh), Conte Candoli, Pete Jolly, Irene Kral, Sam Most, Art Pepper, Bud Shank und Sonny Stitt, ferner Filmmusiken und Erkennungsmelodien für Fernsehshows. 1998 setzte er sich in Temecula zur Ruhe.